# Finis McLean
Finis Ewing McLean (* 19. Februar 1806 in Russellville, Kentucky; † 12. April 1881 in Greencastle, Indiana) war ein US-amerikanischer Politiker, der den Bundesstaat Kentucky im US-Repräsentantenhaus vertrat.

## Werdegang
Finis Ewing McLean, Sohn von Fergus McLean und Sophia Blackford, wurde 1806 in Russellville geboren. Nachdem er dort die örtlichen Schulen besucht hatte, ging er auf die Lebanon Academy im Logan County. Anschließend studierte er Jura, wurde als Anwalt zugelassen und eröffnete 1827 eine Kanzlei in Elkton. Er beschäftigte sich zu der Zeit auch mit der Landwirtschaft.
McLean entschloss sich im Laufe der nachfolgenden Jahre in die Politik zu gehen, so dass er 1837 ins Repräsentantenhaus von Kentucky gewählt wurde. Ferner wurde er als Mitglied der Whigs in den 31. Kongress der Vereinigten Staaten gewählt, wo er vom 4. März 1849 bis zum 3. März 1851 verblieb. Nach seiner Amtszeit im Kongress nahm er seine Tätigkeit als Anwalt in seiner Kanzlei wieder auf sowie in der Landwirtschaft.
Im Jahre 1860 zog er in das Andrew County in Missouri und bewirtschaftete dort bis 1865 eine Farm. Danach ging er nach Greencastle (Indiana), wo er am 12. April 1881 verstarb. Er wurde auf dem Forest Hill Cemetery beigesetzt.

## Familie
Finis McLean hatte zwei Brüder, John und William McLean, die ebenfalls in der Politik tätig waren. Sein älterer Bruder John war Abgeordneter im Kongress der Vereinigten Staaten, Richter am Obersten Gerichtshof der Vereinigten Staaten und Postminister der Vereinigten Staaten. Sein anderer Bruder William war Abgeordneter für Ohio im Kongress. Johns Sohn Nathaniel McLean war ein Unions-General während des Bürgerkrieges. Ferner war Finis McLean der Onkel von James D. Walker, der zwischen 1879 und 1885 US-Senator für den Staat Arkansas war.